# Valley City (Illinois)
Valley City est un village situé dans le comté de Pike, dans l’État d’Illinois, aux États-Unis. Lors du recensement de 2010, sa population s’élevait à 13 habitants.

## Source
- (en) Cet article est partiellement ou en totalité issu de l’article de Wikipédia en anglais intitulé « Valley City, Illinois » (voir la liste des auteurs).